# Collège Sainte-Barbe de Gand
 (janvier 2009).
Si vous disposez d'ouvrages ou d'articles de référence ou si vous connaissez des sites web de qualité traitant du thème abordé ici, merci de compléter l'article en donnant les références utiles à sa vérifiabilité et en les liant à la section « Notes et références ».
Pour les articles homonymes, voir Collège Sainte-Barbe et Sainte-Barbe.

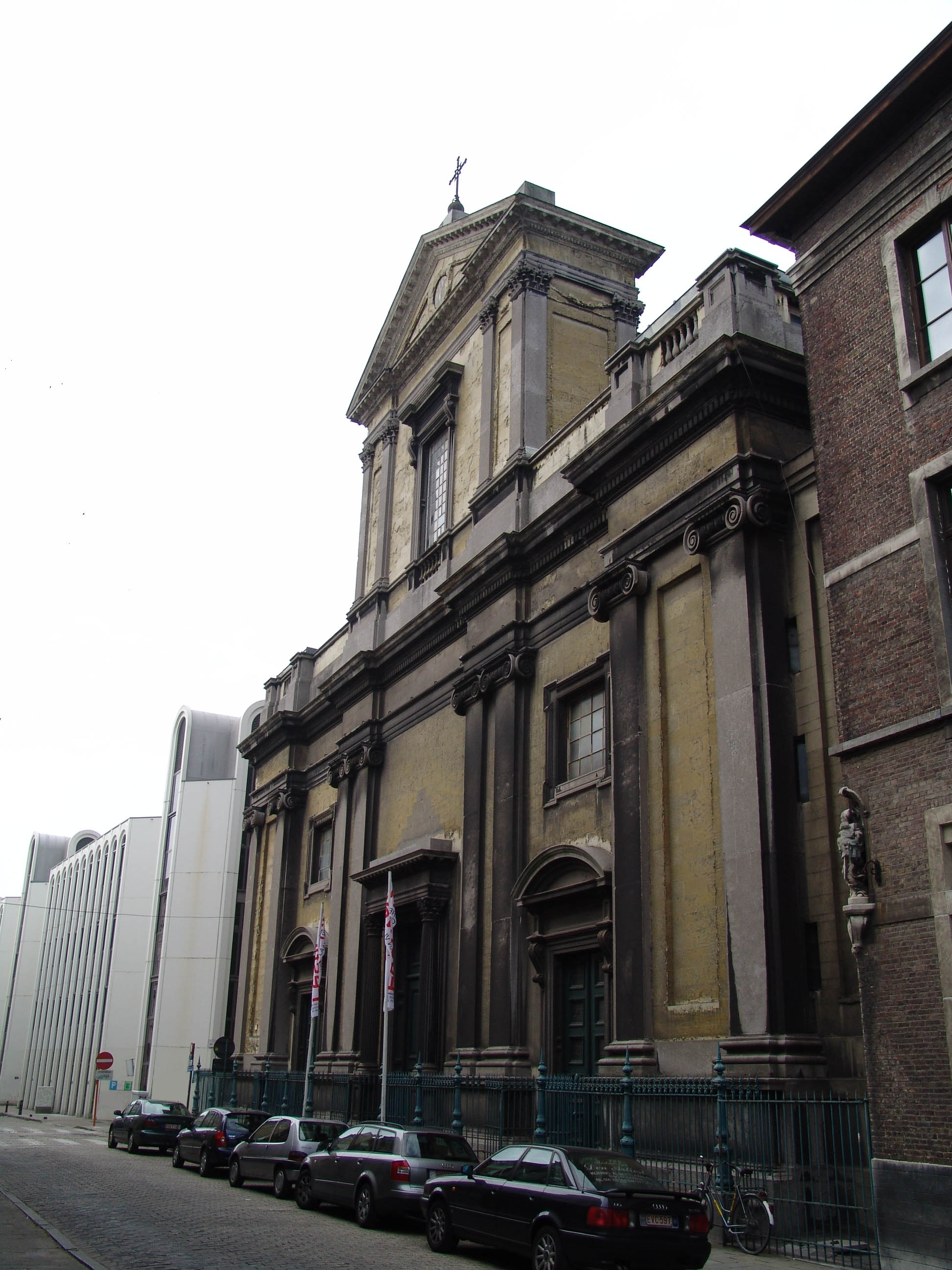
L'église du collège Sainte-Barbe (construite en 1858).

Le collège Sainte-Barbe (en néerlandais Sint-Barbaracollege) est une institution d'enseignement secondaire catholique fondée par les jésuites en 1833. Situé au sud du vieux Gand (Savaanstraat, n° 33 et 118) l'école et collège comptent en 2010 : 1 144 élèves, dont 106 internes. Même si le pouvoir organisateur est toujours jésuite, le directeur en est aujourd'hui un laïc.

## Histoire
Un couvent de sœurs augustines fondé par un certain Georges Vranckx en 1420, le "couvent Sainte-Barbe à Jérusalem", est supprimé en 1783 par Joseph II. Reconstitué quatre ans plus tard il est définitivement lorsque le territoire de l'actuelle Belgique fit partie de la République française, à la suite de la réforme du système d'enseignement.
Quoique la supérieure du couvent parvînt à le racheter en 1798, la communauté de religieuses ne parvint pas à se reconstituer, et le bâtiment fut alors cédé à l’évêché de Gand. Après avoir servi à loger des séminaristes, l’édifice, à partir de 1814, hébergea un collège fondé par Mgr de Broglie, évêque de Gand, lequel se développa rapidement (250 élèves), mais fut fermé en 1818 sur ordre de Guillaume Ier, car faisant ombrage à l’athénée par lui fondé dans le nord de la vieille ville.
Rouvert en 1822 par des prêtres séculiers, le collège végétait (28 élèves). La révolution belge de 1830 assurant une nouvelle liberté religieuse, les jésuites obtinrent leur existence légale en Belgique. L'évêque de Gand, Jean-François Van de Velde, n'eut de cesse que la Compagnie acceptât de reprendre le collège Saint-Barbe.
Les jésuites en acceptèrent la responsabilité en (1833). Dès 1836, le collège offrit les six années complètes d’humanités. Dans les décennies qui suivirent, les bâtiments prirent de l'extension (notamment par la construction d’une église entre 1855 et 1858) ou remaniés. Pendant un certain temps, le collège comporta même une section professionnelle.

## Abus sexuels
Vincent Van Quickenborne témoigne, en 2023, des abus sexuels de la part d'un prêtre à l'encontre des élèves qu'il a constaté au sein du collège Sainte-Barbe de Gand dans les années 1980. La direction actuelle condamne ces faits « révoltants » et affirme que ces agressions ne resteraient pas impunies en 2023.

## Personnalités
- Le vénérable Adolphe Petit (1822-1914), prédicateur jésuite de renom.
- François Van Rysselberghe (1846-1893), inventeur dans les domaines de la météorologie et de la téléphonie.
- Gérard Cooreman, (1852-1926) ministre d’État, élève de rhétorique en 1869
- Jules Van den Heuvel (1854-1926) Ministre et diplomate
- Georges Rodenbach, (1855-1898) écrivain
- Albert Nyssens, (1855-1901) Juriste, Ministre du Travail,
- Emile Verhaeren, (1855-1916) écrivain
- Paul Struye, (1896-1974) Juriste et Ministre de la Justice
- Charles Van Lerberghe, (1861-1907) écrivain
- Maurice Maeterlinck, (1862-1949) écrivain, prix Nobel de littérature en 1911.
- Charles de Visscher, (1884-1971) Juriste, Juge à la Cour internationale de justice.
- Fernand de Visscher, (1885-1964) Juriste, Président-fondateur de la Société internationale d'Histoire des Droits de l'Antiquité.
- Corneille Heymans. (1892-1968) prix Nobel de physiologie ou médecine en 1938.
- Joris Van Severen, (1894-1940) homme politique
- Jacques Rogge, (1942-2021) président du CIO.
- Gerard Mortier, (1943-2014) metteur en scène et directeur d’opéra
- Réginald Moreels, (1949- ) homme politique social-chrétien
- Matthias Storme, (1959- ) professeur de droit et penseur
- Geert Hoste (1960-), humoriste
- Vincent Van Quickenborne (1973-), homme politique et ministre[1]
- Evi van Acker (1985-)